# Rozpustnost
Rozpustnost je vlastnost pevných, kapalných a plynných látek tvořit s rozpouštědlem homogenní směs (roztok). Tento jev je závislý na tlaku a teplotě.

## Rozpouštění
Jedná se o fyzikálně-chemický jev, při kterém se rozpouštěná látka a rozpouštědlo promíchávají (ať už mícháním roztoku nebo samovolně difuzí), je-li to možné tak disociují ionty, a obklopují se molekulami rozpouštědla.

### Rozpouštění pevných látek v kapalinách
Nejpozorovatelnější je rozpustnost chemických látek v kapalném rozpouštědle, jako třeba rozpouštění chloridu sodného ve vodě. Po rozpuštění vzniká opět průhledná kapalina, která nejčastěji přebírá barvu po rozpouštěné látce.

U většiny těchto látek dochází při zvyšování teploty ke zvyšování rozpustnosti. Existuje však několik výjimek, jako je třeba hydroxid vápenatý, síran vápenatý, síran manganatý, kyselina močová, a její soli, uhličitan lithný, síran ceričitý a jiné látky.

### Rozpouštění kapalných látek v kapalinách
V případě dvou kapalných látek jsou 3 možnosti, k čemu dojde:
1) Mezi kapalinami není přechod, jsou zcela promíchané při všech koncentracích (př. ethanol a voda)

2) Mezi látkami není přechod po pouze omezenou koncentraci, pak vzniká vrstva, která se nerozpouští a nemísí (př. éter a voda)

3) Látky se vůbec nemísí, vzniká ihned vrstva, která plave na hladině či klesne ke dnu (záleží na hustotě kapalin) (př. toluen a voda)

### Rozpouštění plynných látek v kapalinách
Mnoho plynů se rozpouští v kapalinách, mnoho z nich přímo vytváří nestabilní kovalentní vazby s rozpouštědlem (pro níže uvedené příklady je to voda), to se týká zejména oxidu uhličitého a siřičitého (které tvoří velice nestabilní kyselinou uhličitou siřičitou) či amoniak, tvořící nestabilní hydroxid amonný. Kyselé plyny se dále lépe rozpouští v zásaditém prostředí, naopak zásadité plyny se rozpouštějí lépe v kyselém prostředí.

Právě u těchto plynů, které vytvářejí nestabilní koloidní vazby je rozpustnost za normálních podmínek vyšší, než u těch, které tyto vazby netvoří. To však neplatí pro zvýšenou teplotu, protože rozpustnost těchto plynů se zvýšenou teplotou klesá.

### Rozpouštění pevných látek v pevných rozpouštědlech
Touto vlastností se vyznačují zejména kovy. Kovy vytvářejí směsi, které mají nové vlastnosti a dokud jsou v kapalném stavu, tak nedochází k rozdělování kovů na vrstvy. V těchto případech se obvykle nepoužívá termínu „rozpouštědlo“. Někdy se používají slitiny dvou kovů, někdy více kovů. Příklady kovů, které tvoří slitiny:

Tabulka příkladů slitin dvou kovů.
| 1. Kov  | 2. Kov  | Název slitiny |
| ------- | ------- | ------------- |
| Hořčík  | Hliník  | Magnalium     |
| Olovo   | Cín     | Pájka         |
| Měď     | Cín     | Bronz         |
| Měď     | Zinek   | Mosaz         |
| Měď     | Stříbro | *             |
| Platina | Zlato   | Bílé zlato    |

*Tato slitina vzniká při spojování mědi stříbrem, dnes již není moc používané pro vysokou cenu.

## Rozpouštědla
Rozpustnost látek záleží mnohdy na polaritě rozpouštědla a látky, dále také na PH, molárních hmotnostech, schopnosti disociace iontů, a jiných vlastnostech.

Voda je velice polární rozpouštědlo, a proto velice dobře rozpouští celou řadu polárních látek, ale především iontových látek (které jsou schopny disociace na ionty). Oproti tomu je značná část organických látek nerozpustných ve vodě, jako jsou alkany, areny, jejich alkylderiváty a podobně. Jediné deriváty uhlovodíků, které jsou rozpustné jsou deriváty s funkčními skupinami, které mají velkou polaritu (př. ethanol, methanol, acetaldehyd, kyselina octová, cukry, kyselina šťavelová, kyselina vinná apod.).

Oproti tomu, řada organických látek, které nemají žádné či mají pouze nepolární funkční skupiny (benzen, toluen, isopentan, cyklohexan, a podobně) jsou výbornými rozpouštědly organických látek (jako jsou lipidy, kyselina sorbová, mastné kyseliny, estery, a podobně), ale naopak nerozpouští polární anorganické látky.

Vysokých rozpustností je dosahováno při shodě funkčních skupin, i při neshodě polarit (Alkoholy rozpouštějí hydroxidy, kyselina octová rozpouští mastné kyseliny, benzen rozpouští areny, jako naftalen).
Směsi rozpouštědel mají vlastnosti obvykle podle polarity směsi.

## Určování rozpustnosti
Na určování rozpustnosti je možné nahlížet ze dvou úhlů pohledu:
- kvantitativně: jaké je maximální množství látky, které lze v jednotkovém množství daného rozpouštědla rozpustit?
- kvalitativně: je látka v nezanedbatelné míře vůbec rozpustná v daném rozpouštědle?

### Kvantitativně
Podle definice IUPAC je rozpustnost analytické složení nasyceného roztoku vyjádřené jako poměr dané látky ku danému rozpouštědlu. Obecně se udává v nejrůznějších jednotkách koncentrace roztoků, např.:
- hmotnostní koncentrace (g/l roztoku)
- hmotnostní zlomek, hmotnostní procenta (g/100 g roztoku)
- objemová koncentrace, objemová procenta (l/100 l roztoku)
- molarita (mol/l roztoku)
- molalita (mol/kg rozpouštědla)
- molární zlomek, molární procenta
- atd.

### Kvalitativně
Běžně se rozpustnost rozděluje právě podle maximálního množství rozpuštěné látky. Pod 0,1 mol/l rozpuštěné látky v rozpouštědle se látka označuje jako špatně rozpustná, mezi 0,1 a 1 mol/l jako středně rozpustná a nad 1 mol/l jako snadno rozpustná.
V následující tabulce jsou příklady látek rozpustných a nerozpustných ve vodě. Některé látky, které jsou málo či velmi málo rozpustné jsou zde započítané jako nerozpustné (mezí je 1 g/100 g H2O).
| Skupina látek | Rozpustnost | Výjimky |
| ------------- | ----------- | --- |
| F−            | Rozpustné   | Lithný, měďný, rtuťný, hlinitý, vápenatý, železitý |
| Cl−           | Rozpustné   | Stříbrný, měďný, rtuťný |
| Br−           | Rozpustné   | Stříbrný, měďný, rtuťný, olovnatý |
| I−            | Rozpustné   | Stříbrný, měďný, rtuťný, olovnatý |
| SO42−         | Rozpustné   | Vápenatý, strontnatý, stříbrný, olovnatý, barnatý |
| NO3−          | Rozpustné   | (nerozpustné jsou jen kombinace s jinými ionty, např. dihydroxid-monodusičnan bismutitý, Bi(NO3)(OH)2)                                                                                 |
| PO43−         | Nerozpustné | Sodný, draselný, rubidný, cesný, amonný |
| HPO42−        | Nerozpustné | Lithný, draselný, sodný, rubidný, cesný, amonný |
| H2PO4−        | Nerozpustné | Lithný, draselný, sodný, rubidný, cesný, amonný, vápenatý, hořečnatý, amonný, berylnatý                                                                                                |
| CO32−         | Nerozpustné | draselný, rubidný, cesný, amonný, sodný |
| OH−           | Nerozpustné | Lithný, sodný, draselný, rubidný, cesný, amonný, barnatý |
| O2−           | Nerozpustné | Lithný, sodný, draselný, rubidný, cesný, sírový, dusnatý, dusičitý, arsenitý, arseničný, fosforečný, fosforitý, uhličitý, siřičitý, dusný, barnatý, Oxid thallný, strontnatý, chromový |
| S2−           | Nerozpustné | Lithný, sodný, draselný, rubidný, cesný, amonný, barnatý |
| SO32−         | Nerozpustné | Lithný, sodný, draselný, rubidný, cesný, amonný |

*Poznámka: Látky, u kterých jsou výjimky napsány kurzívou, reagují s vodou za vzniku jiných látek o odpovídající rozpustnosti ve vodě.